# Furkan Kaçar
Furkan Kaçar (* 21. Februar 1995 in Istanbul) ist ein türkischer Fußballtorhüter.

## Karriere
Kaçar spielte bis 2015 bei der U21-Mannschaft von Kardemir Karabükspor. Danach wechselte er zu Sultanbeyli Belediyespor, für die er bis 2017 spielte. 2017 wechselte er in die erste Mannschaft von Kardemir Karabükspor und spielte im Team bis zum Sommer 2019. 2020 wechselte er ablösefrei zu Düzcespor.